# Baldéric d'Utrecht
Baldéric (en latin : Baldericus de Clivis), né vers 897 à Oldenzaal et mort le 27 décembre 975, est un évêque d'Utrecht, qui fut un seigneur hautement respecté pendant son épiscopat de 918 à sa mort.

## Biographie
Baldéric appartient à la famille des comtes de Hainaut. Il est né dans le comté de Twenthe qui appartient à la maison de son père. Il est le fils du comte Richfried de Betuwe, comte de Clèves (comes clivensis), cousin du duc Gislebert de Lotharingie et du comte Régnier II de Hainaut, qui avait chassé les Normands d'Utrecht. Ainsi, Baldéric, qui avait été destiné tôt au siège de l'évêché, peut-il le transférer de Deventer à Utrecht vers 920.
En tout cas, grâce à ses liens familiaux et à sa personnalité, il occupe rapidement une position exceptionnelle parmi les grands du Saint-Empire. L'empereur Henri l'Oiseleur lui confie l'éducation de son fils Bruno (futur saint archevêque de Cologne) dès ses quatre ans, ce qui permet plus tard à Baldéric d'être en relation étroite avec Othon Ier. Baldéric fait partie des seigneurs de Lotharingie qui se tiennent aux côtés d'Othon en 953, lorsque celui-ci combat son fils Liudolf de Souabe. En échange, Othon lui donne le droit de battre monnaie dans son diocèse dont le siège devient une des cités les plus importantes du nord des Pays-Bas. La présence de Baldéric est plusieurs fois mentionnée près d'Othon dans différentes chroniques. Il est également à Cologne en 965 lorsque Othon rencontre sa mère pour la première fois après son couronnement en tant qu'empereur du Saint-Empire romain germanique.  
Après les ravages normands, il apporte à son diocèse paix et prospérité, reconstruit la cathédrale Saint-Martin et l'église du Saint-Sauveur d'Utrecht détruites par les envahisseurs. Il fonde des écoles florissantes et l'église Saint-Plechelm d'Oldenzaal. Il est enterré à la cathédrale Saint-Martin d'Utrecht. Une partie de sa dépouille est transférée à Saint-Plechelm d'Oldenzaal en 1431 comme marque de vénération pour le fondateur du chapitre d'Oldenzaal.

## Liens
- Notice dans un dictionnaire ou une encyclopédie généraliste :   - Deutsche Biographie
- Notices d'autorité :   - VIAF
  - GND